# یواس‌سی‌جی‌سی آبسکون (دبلیوای‌وی‌پی-۳۷۴)
یواس‌سی‌جی‌سی آبسکون (دبلیوای‌وی‌پی-۳۷۴) (به انگلیسی: USCGC Absecon (WAVP-374)) یک کشتی بود. این کشتی در سال ۱۹۴۲ ساخته شد.